# Nieuwerkerk aan den IJssel
Nieuwerkerk aan den IJssel (dân số: 22.344 người trong năm 2004) là một đô thị ở phía tây Hà Lan, trong tỉnh Zuid-Holland. Đô thị này có diện tích 18,47 km² (trong đó 1,20 km² là mặt nước).
Đô thị Nieuwerkerk aan den IJssel bao gồm các cộng đồng Groot Hitland, Klein Hitland, và Kortenoord.
Đô thị này nằm dọc teho sông Hollandse IJssel, bên kia là thị xã Ouderkerk.
Ở khu vực này có điểm thấp nhất ở Hà Lan: 6,76 m (22.2 ft) dướiAmsterdam Ordnance Datum (có nghĩa mực nước biển mùa Hè ở Amsterdam).